# Пинсингуанска битка
Пинсингуанската битка от 24 – 25 септември 1937 година е битка в прохода Пинсингуан в Китай по време на Втората китайско-японска война.
При нея дивизия на Република Китай, контролирана от Китайската комунистическа партия, напада от засада в тесния планински проход обозни части на Япония. Китайците напълно разгромяват преминаващите части, включващи около 70 камиона и 70 конски коли с храна, дрехи, оръжие и боеприпаси. Сражението е най-голямата отделна битка на комунистите за цялата война и по-късна получава голяма известност в пропагандата на Китайската народна република.